# Shadow DN12
Der Shadow DN12 ist ein Formel-1-Rennwagen, den Vic Morris und Chuck Graeminger 1980 für das anglo-amerikanische Team Shadow Racing Cars entwickelten. Er war das letzte dort gebaute Fahrzeug.
Die Chassis kamen bei nur wenigen Rennen der Formel-1-Saison 1980 im Werksteam zum Einsatz, das im Frühjahr 1980 von Teddy Yip übernommen und zu Theodore Racing umgeformt wurde. Yip meldete den DN12 als Theodore TR2 im Februar 1981 technisch unverändert ein letztes Mal zu einem Rennen. Alle Fahrzeuge wurden von einem Cosworth-DFV-Motor angetrieben.

## Geschichte

### Hintergrund
Zum Beginn der Formel-1-Saison 1980 meldete Shadow für seine Fahrer den Shadow DN11, ein als extrem einfach beschriebenes Auto. Der Wagen war nicht konkurrenzfähig und teilweise über fünfzehn Sekunden langsamer als die Spitzenwagen, sodass die Fahrer Stefan Johansson und Dave Kennedy bei allen Anläufen an der Qualifikation scheiterten. Einzig Geoff Lees, der Johansson nach zwei Rennen ersetzte, gelang es einmal, sich zu qualifizieren, doch war er auch dort letztlich chancenlos unterlegen. Mit immer weniger Sponsorengeldern gelang es Besitzer Don Nichols kaum noch, den Rennbetrieb aufrechtzuerhalten und der Rennstall stand kurz vor der Insolvenz. Nachdem die Teamleitung die Untauglichkeit des DN11 erkannt hatte, gab sie im März 1980 den Auftrag zur Entwicklung eines neuen Fahrzeugs. Der bei der Konkurrenz längst zum Standard gehörende Unterboden mit Flügelprofil, durch den unter Ausnutzung des Bodeneffekts der Anpressdruck und damit die Kurvengeschwindigkeit stark erhöht wird, war bei Shadow bis dahin nicht eingesetzt worden. Obwohl das Team keine Erfahrungen mit dieser Technik hatte, wurde sie für den neuen DN12 als Designelement vorgegeben, in der Hoffnung, den großen Rückstand zur Konkurrenz dadurch verringern zu können.

### Shadow DN12 (1980)
Zum Großen Preis von Belgien stand der erste DN12 zur Verfügung und wurde für Geoff Lees gemeldet. Zuvor hatte der Belgier Bernard de Dryver den DN12 einmal getestet, ein Engagement für den Grand Prix ergab sich aber nicht. Die Hoffnungen, dass der DN12 das Ende des Shadow-Rennstalls doch noch abwenden könnte, erfüllten sich nicht. Lees gelang die Qualifikation ebenso wenig wie seinem Teamkollegen Dave Kennedy, der noch mit dem älteren DN11 antrat und kaum langsamer war als sein britischer Teamkollege mit dem neuen Wagen. Als Reaktion darauf gab Don Nichols sein Shadow-Team auf und verkaufte es im April 1980 an den niederländischen Geschäftsmann Teddy Yip, der den Rennbetrieb als Theodore-Shadow weiterführte. In Monaco scheiterte Lees an der Qualifikation, doch betrug der Abstand zum zwanzigsten und letzten Starter René Arnoux im Renault RE20 nur etwa drei Zehntelsekunden. Zwei Wochen später, beim Großen Preis von Spanien, der infolge motorsportpolitischer Differenzen zwischen FISA und FOCA mit deutlich dezimiertem Starterfeld stattfand und einen Tag nach der Austragung seinen Weltmeisterschaftsstatus verlor, meldete das Team auch für Kennedy einen DN12. Lees qualifizierte sich für den 20. Startplatz, Kennedy für Position 22. Im Rennen selbst konnte sich Kennedy aber nur zwei Runden halten, bevor er durch einen Fahrfehler ausschied. Lees blieb 42 Runden im Rennen, bis er mit einem Aufhängungsbruch aufgeben musste. Der Große Preis von Frankreich war das letzte Rennen des Shadow-Teams – beide Fahrer scheiterten an der Qualifikation. Daraufhin stellte Yip den Rennbetrieb ein.

### Theodore TR2 (1981)
Da mit dem nicht konkurrenzfähigen DN12 und der finanziellen Ausweglosigkeit von Shadow die Aufrechterhaltung des Rennbetriebes unrealistisch war, verschmolz Teddy Yip das Team im Spätsommer 1980 mit seinem eigenen Rennstall Theodore Racing. Dabei gingen auch DN12-Chassis in den Besitz Yips über. Da der Theodore TY01 nicht rechtzeitig fertiggestellt werden konnte, reiste Theodore im Februar 1981 zum als Eröffnung der Formel-1-Saison 1981 vorgesehenen Großen Preis von Südafrika, der seinen Weltmeisterschaftsstatus später verlor, mit einem technisch unveränderten DN12 an, der als Theodore TR2 bezeichnet wurde. Fahrer Geoff Lees gelang die Qualifikation; im Rennen schied er aus. Nach diesem letzten Einsatz bei einem Formel-1-Rennen ohne Weltmeisterschaftsstatus wurde der DN12/TR2 endgültig von den Strecken zurückgezogen.

## Technik
Der DN12 löste den Shadow DN11 ab, der Ende der Saison 1979 konstruiert und Anfang 1980 zu einigen Formel-1-Rennen gemeldet worden war. In der Fachliteratur finden sich nur wenige Angaben über die technischen Details des Autos. Es wird gelegentlich als „nicht unattraktiv“ beschrieben. Mit nur 2.578 mm hatte der DN12 den kürzesten Radstand aller 1980 in der Formel 1 eingesetzten Rennwagen. Die Cockpiteinfassung und die Motorabdeckung verliefen waagerecht und gingen ineinander über; der niedrig positionierte Heckflügel setzte die Linie fort. Eine Lufthutze fehlte vollständig. Die Seitenkästen enthielten erstmals bei einem Shadow-Fahrzeug Flügelprofile, deren Aerodynamik allerdings nicht im Windkanal erprobt worden war. Der DN12 kann so als ein Vertreter der Wing Cars bezeichnet werden. Insgesamt wurden im Shadow-Werk in Northampton zwei Chassis aufgebaut.
Für die Motorisierung kam bei allen Chassis ein Cosworth-DFV-Motor zum Einsatz, dessen Entwicklung Ende der 1960er-Jahre von Ford finanziert worden war. Daher wurde das Aggregat teilweise auch unter der Herstellerbezeichnung Ford-Cosworth bzw. nur Ford gemeldet. Die Getriebe wurden von Hewland bezogen. Diese Kombination aus Motor und Getriebe war zu dieser Zeit weit verbreitet und galt als effektivste Lösung für den Aufbau des Antriebsstrangs aus Zuliefererteilen. Die Karosserie wurde ebenfalls wie zu dieser Zeit üblich aus Aluminiumblech um einen Gitterrahmen aufgebaut, in den der Motor tragend integriert war.

## Lackierung und Sponsoring
1980 trat allein das Werksteam Shadow Racing Cars bzw. Theodore-Shadow mit DN12-Chassis an. Die Wagen erschienen fast ganz in Weiß mit nur kleinen roten Akzenten. Das Team trat ohne Sponsor an.

## Ergebnisse
| Fahrer               | Nr.                  | 1 | 2   | 3 | 4   | 5   | 6   | 7 | 8 | 9 | 10 | 11 | 12 | 13 | 14 | Punkte | Rang |
| -------------------- | -------------------- | - | --- | - | --- | --- | --- | - | - | - | -- | -- | -- | -- | -- | ------ | ---- |
| Formel-1-Saison 1980 | Formel-1-Saison 1980 |   |     |   |     |     |     |   |   |   |    |    |    |    |    | 0      | NC   |
| Geoff Lees           | 17                   |   |     |   | DNQ | DNQ | DNQ |   |   |   |    |    |    |    |    | 0      | NC   |
| Dave Kennedy         | 18                   |   | DNQ |   |     |     |     |   |   |   |    |    |    |    |    | 0      | NC   |

| Legende  | Legende            | Legende                                                          |
| Farbe    | Abkürzung          | Bedeutung                                                        |
| -------- | ------------------ | ---------------------------------------------------------------- |
| Gold     | –                  | Sieg                                                             |
| Silber   | –                  | 2. Platz                                                         |
| Bronze   | –                  | 3. Platz                                                         |
| Grün     | –                  | Platzierung in den Punkten                                       |
| Blau     | –                  | Klassifiziert außerhalb der Punkteränge                          |
| Violett  | DNF                | Rennen nicht beendet (did not finish)                            |
| Violett  | NC                 | nicht klassifiziert (not classified)                             |
| Rot      | DNQ                | nicht qualifiziert (did not qualify)                             |
| Rot      | DNPQ               | in Vorqualifikation gescheitert (did not pre-qualify)            |
| Schwarz  | DSQ                | disqualifiziert (disqualified)                                   |
| Weiß     | DNS                | nicht am Start (did not start)                                   |
| Weiß     | WD                 | zurückgezogen (withdrawn)                                        |
| Hellblau | PO                 | nur am Training teilgenommen (practiced only)                    |
| Hellblau | TD                 | Freitags-Testfahrer (test driver)                                |
| ohne     | DNP                | nicht am Training teilgenommen (did not practice)                |
| ohne     | INJ                | verletzt oder krank (injured)                                    |
| ohne     | EX                 | ausgeschlossen (excluded)                                        |
| ohne     | DNA                | nicht erschienen (did not arrive)                                |
| ohne     | C                  | Rennen abgesagt (cancelled)                                      |
| ohne     | keine WM-Teilnahme |                                                                  |
| sonstige | P/fett             | Pole-Position                                                    |
| sonstige | 1/2/3/4/5/6/7/8    | Punktplatzierung im Sprint-/Qualifikationsrennen                 |
| sonstige | SR/kursiv          | Schnellste Rennrunde                                             |
| sonstige | *                  | nicht im Ziel, aufgrund der zurückgelegten Distanz aber gewertet |
| sonstige | ()                 | Streichresultate                                                 |
| sonstige | unterstrichen      | Führender in der Gesamtwertung                                   |